# Macaranga angustifolia
Macaranga angustifolia är en törelväxtart som beskrevs av Karl Moritz Schumann och Carl Karl Adolf Georg Lauterbach. Macaranga angustifolia ingår i släktet Macaranga och familjen törelväxter.
Artens utbredningsområde är Papua Nya Guinea. Inga underarter finns listade i Catalogue of Life.